# 維拉本紀
維拉本紀（Valaquenta），是《精靈寶鑽》的第二部分，主要是描述主神維拉（Valar）和次等神邁雅（Maiar）。

## 內容
維拉（代表力量）這個名字是表示十四位首先進入阿爾達的埃努。阿爾達由眾生萬物之父一如·伊露維塔創造的(參見埃努的大樂章)。能力最多維拉是米爾寇；他後來轉向罪惡，因此被除名。除了他，還有其它十四位維拉，人類稱他們為諸神。
伊露維塔創造有男性和女性的形式。因而，有七位男性（維拉），和七位女性（維麗Valier）。一些維拉被認為是兄弟姐妹或互相結成配偶，它不是意味他們像凡人那種聯繫，他們不過是由性情相似而結伴而已。十四位維拉之中，有八位維拉擁有有最強大的力量（他們統稱叫雅睿塔爾Aratar）。每個雅睿塔爾負責掌管阿爾達生活某一屬性，譬如工藝和採礦或農業成長。眾維拉和邁雅及阿爾達所有生靈的最高君主是曼威。
除維拉之外，還有更多數的埃努成為邁雅，維拉統治邁雅。他們以維拉的學生和助理的身份協助維拉治理阿爾達。維拉（和最初的米爾寇）都有能力改變他們的形態，甚至放棄形體。還有一些邁雅力量可以與維拉媲美;但他們能力並非不可限量的。

## 一神
- 一如·伊露維塔　 Eru Ilúvatar

## 維拉及邁雅
- 維拉
  - 曼威·甦利繆　Manwë Súlimo
  - 烏歐牟　Ulmo
  - 奧力·馬哈爾　Aulë Mahal
  - 歐羅米·奧達隆　Oromë Aldaron
  - 內牟（曼督斯）　Námo (Mandos)
  - 伊爾牟（羅瑞安）　Irmo (Lórien)
  - 托卡斯·阿斯佗多　Tulkas Astaldo
- 維麗
  - 瓦爾妲·埃蘭帖瑞　Varda Elentári
  - 雅凡娜·齊門泰芮　Yavanna Kementári
  - 妮娜　Nienna
  - 伊絲緹　Estë
  - 薇瑞　Vairë
  - 威娜　Vána
  - 妮莎　Nessa
- 天魔王
  - 米爾寇·魔苟斯·包格力爾　Melkor Morgoth Bauglir
- 邁雅
  - 伊昂威　Eönwë
  - 伊爾瑪瑞　Ilmarë
  - 歐希　Ossë
  - 烏妮　Uinen
  - 索瑪爾　Salmar
  - 索倫　Sauron
  - 美麗安　Melian
  - 雅瑞恩　Arien
  - 提里昂　Tilion
  - 勾斯魔格　Gothmog
  - 庫路耐爾（薩魯曼）　Curunír（Saruman）
  - 歐絡因（甘道夫）　Olórin（Gandalf）
  - 阿溫代（瑞達加斯特）　Aiwendel（Radagast）
  - 阿拉塔（摩列達）　Alatar（Morinehtar）
  - 伯兰多（羅密斯達奴）　Pallando（Rómestámo）
  - 炎魔 Durin's Bane